# 静水圧平衡
静水圧平衡（せいすいあつへいこう、英: hydrostatic equilibrium）とは、主に流体において重力による収縮と圧力勾配による膨張とが釣り合った状態を指す。日本語では静力学平衡とも呼ばれる。

## 数学的考察
ある体積を持つ運動していない流体を考えると、ニュートンの運動の法則によりこの流体に働く正味の力は 0 である。すなわち、流体に上向きに働く力は下向きに働く力と大きさが等しくなければならない。
ここで流体を数多くの微小な立方体の体積要素（流体素片）に分割して考える。この一つの体積要素について考えることで、流体全体に何が起こるかを理解することができる。
この流体素片には3つの力が働いている。流体素片の上面（面積 A）に対してより上層にある流体からかかる圧力を Ptop とすると、上面に働く力 Ftop は圧力の定義から次のようになる。
{\displaystyle F_{\rm {top}}=P_{\rm {top}}\cdot A}
同様に、流体素片の下側から押し上げる圧力 Pbottom による力 Fbottom は以下のようになる。
{\displaystyle F_{\rm {bottom}}=-P_{\rm {bottom}}\cdot A}
ここでは鉛直下向きを正の方向にとっているため、右辺に負の符号が付く。
最後に、流体素片自身の重量によって下向きの力が働く。流体の密度を ρ、流体素片の体積を V、重力加速度を g とすると、この力は以下のように書くことができる。
{\displaystyle F_{\rm {weight}}=\rho \cdot g\cdot V}
ここで体積 V は流体素片の上面・下面の面積 A と高さ h の積に書き換えることができる。
{\displaystyle F_{\rm {weight}}=\rho \cdot g\cdot A\cdot h}
これら3つの力の釣り合いを考えると、流体素片に働く力の合計 Ftotal は以下のようになる。
{\displaystyle F_{\rm {total}}=F_{\rm {top}}+F_{\rm {bottom}}+F_{\rm {weight}}=P_{\rm {top}}\cdot A-P_{\rm {bottom}}\cdot A+\rho \cdot g\cdot A\cdot h}
ここで流体素片が運動をしていない場合には、この合力は 0 となる。この式を A で割ると、
{\displaystyle 0=P_{\rm {top}}-P_{\rm {bottom}}+\rho \cdot g\cdot h}
または
{\displaystyle P_{\rm {top}}-P_{\rm {bottom}}=-\rho \cdot g\cdot h}
という式が得られる。ここで Ptop-Pbottom は上下の面にかかる圧力の差分であり、h は流体素片の高さである。ここでこの高さが十分に小さいと仮定すると、この方程式を以下のように微分形で書くことができる。
{\displaystyle dP=-\rho \cdot g\cdot dh}
一般に密度は圧力の関数であり、また重力加速度は高さの関数になるため、この方程式は一般的には以下のように表される。
{\displaystyle dP=-\rho (P)\cdot g(h)\cdot dh}

## 応用

### 流体
静水圧平衡は流体静力学や流体の平衡の原理と密接に関連している。静水圧平衡は水中で物質の重さを計る際に重要な役割を果たしており、これがアルキメデスによる比重の発見につながった。
一般に、地球大気における水平スケールが約100km以上の現象や、海洋の大部分では、良い精度で静水圧平衡が成り立っていると見なすことができる。

### 天体物理学
天体物理学では、恒星の内部の任意の層は外側に膨張しようとする気体の熱運動による圧力と、より上層の物質の重量が気体を内側に収縮させようとする重力とが釣り合っている。この釣り合いを静水圧平衡と呼ぶ。恒星は風船に似ている。風船の内部では気体の圧力によって外向きの力が働く一方、風船のゴムによって圧力にちょうど拮抗するだけの内向きの力が働いている。恒星の場合は恒星自身の重力が内向きの収縮力の源となっている。等方的な重力場によって収縮を受けると、恒星は最もコンパクトな形、すなわち球になる。
恒星など、ガスからなる天体内部の静水圧平衡は、密度を ρ、天体の中心からの距離を r 、圧力を P、万有引力定数をG、r より内側にある部分の質量をM(r)とすると、
{\displaystyle {\frac {dP}{dr}}=-G{M(r)\rho  \over r^{2}}}
と表せる。
なお、恒星が球体になるのは恒星の自己重力のみが働く理想的な場合のみであることに注意する必要がある。実際には自己重力以外の力も恒星に働く場合が普通である。最も重要なのは恒星の自転による遠心力である。自転する星は静水圧平衡の下では、赤道部分が膨らんだ回転楕円体、即ち扁球になる。このような恒星の極端な例はこと座のベガで、この星は12.5時間という短い周期で自転しており、そのために赤道半径が極半径に比べて約20%も大きい。
質量の大きい伴星を持つ恒星では潮汐力も星の平衡形状に大きな影響を与える。このような星は大きく歪んだ楕円体になる。このような星の例としてこと座β星などがある。
静水圧平衡の概念はある天体が惑星であるかどうかを決める際にも重要な要素となっている。2006年に国際天文学連合によって決議された惑星の定義によれば、惑星及び準惑星は剛体力を上回るほど十分な自己重力を持ち、静水圧平衡の状態にあると仮定できる天体であると決められた。一般に地球型惑星や準惑星は凹凸のある表面を持っていて完全な静水圧平衡状態にはないため、この定義は明らかにある程度の柔軟性を含んでいると考えられるが、現状ではこの基準に基づいて天体の形を定量化するための具体的な方法についてはまだ提示されていない。

### 大気
静水圧平衡の概念から、高度が高くなるほど大気圧が低くなることが示される。
重力が一定であると見なせる場合の静水圧平衡は、h を高度、g を重力加速度とすれば、前節の式より
{\displaystyle {\frac {dP}{dh}}=-\rho g}
と表される。ここで理想気体の状態方程式
{\displaystyle p=\rho RT}
（R: 気体定数、T: 絶対温度）を代入すると、
{\displaystyle {\frac {dP}{dh}}=-{\frac {Pg}{RT}}}
となる。
上の式は圧力の勾配による鉛直方向の力と重力とが釣り合うことを示す。
また、ある高度における気圧は、無限遠方(実質は大気圏の最遠方)からその高度までに存在する物質の単位面積当たり重量を鉛直方向に積分したものであることがわかる。